# Соз (коммуна)
Соз (фр. Sauze) — коммуна на юго-востоке Франции в регионе Прованс — Альпы — Лазурный берег, департамент Приморские Альпы, округ Ницца, кантон Ванс. До марта 2015 года коммуна административно входила в состав упразднённого кантона Гийом (округ Ницца).
Площадь коммуны — 27,77 км², население — 105 человек (2006) с тенденцией к снижению: 84 человека (2012), плотность населения — 3,0 чел/км².

## Население
Население коммуны в 2011 году составляло 91 человек, а в 2012 году — 84 человека.
| 1962 | 1968 | 1975 | 1982 | 1990 | 1999 | 2006 | 2007 | 2011 | 2012 |
| ---- | ---- | ---- | ---- | ---- | ---- | ---- | ---- | ---- | ---- |
| 63   | 42   | 43   | 85   | 60   | 100  | 105  | 106  | 91   | 84   |

Динамика численности населения:

## Экономика
В 2010 году из 62 человек трудоспособного возраста (от 15 до 64 лет) 46 были экономически активными, 16 — неактивными (показатель активности 74,2 %, в 1999 году — 76,9 %). Из 46 активных трудоспособных жителей работали 40 человек (25 мужчин и 15 женщин), 6 числились безработными (4 мужчины и 2 женщины). Среди 16 трудоспособных неактивных граждан 2 были учениками либо студентами, 7 — пенсионерами, а ещё 7 — были неактивны в силу других причин.
На протяжении 2010 года в коммуне числилось 29 облагаемых налогом домохозяйств, в которых проживало 52,0 человека. При этом медиана доходов составила 12 тысяч 879 евро на одного налогоплательщика.